# Chukwunonso Unuegbu
Chukwunonso "Nonso" Unuegbu er en nigeriansk fodboldspiller, som kom til Viborg FF i sommeren 2006 på en 18 måneders kontrakt, efter at han havde spillet for Viborg F.F. Football Academy i Nigeria. 
I sommeren 2007 fik han at vide, at han ingen fodboldfremtid har i Viborg FF. Derfor fik han ophævet sin kontrakt og tog derefter hjem til Nigeria. Det vides ikke, hvad han laver i dag.